# Композиція функцій

Композиція функцій g o f.

Компози́ція (суперпозиція) фу́нкцій (відображень) в математиці — функція, побудована з двох функцій так, що значення першої функції є аргументом другої.
Композиція функцій {\displaystyle f}: {\displaystyle X\to Y} та {\displaystyle g}: {\displaystyle Y\to Z} будується так: аргумент {\displaystyle x} з {\displaystyle X} застосовується до першої функції {\displaystyle f}, а її значення {\displaystyle y} з {\displaystyle Y} застосовується як аргумент до другої функції g.

## Приклади
- Наприклад, нехай функція висоти польоту літака від часу {\displaystyle t} задається як {\displaystyle h(t)}, і концентрація кисню на висоті {\displaystyle h} задається функцією {\displaystyle c(h)}. Тоді {\displaystyle (c\circ h)(t)} визначає концентрацію кисню біля літака в момент часу {\displaystyle t}.

- Нехай {\displaystyle f(x)=x^{2}} і {\displaystyle g(f)=\sin(f)}, тоді {\displaystyle (g\circ f)(x)=\sin(x^{2})}.

Така композиція позначається в математиці як {\displaystyle g\circ f}: X → Z або {\displaystyle (g\circ f)(x)=g(f(x))}.
Композиція {\displaystyle (f\circ g)=(\sin x)^{2}}. Отже, взагалі {\displaystyle (f\circ g)\neq (g\circ f)}, тому операція композиції не є комутативною.

## Властивості

Композиція функцій g o f

Композиція функцій є асоціативною, тобто, {\displaystyle f\circ (g\circ h)=(f\circ g)\circ h}
Композиція функцій називається комутативною, якщо {\displaystyle f\circ g=g\circ f}
Якщо {\displaystyle Y\subset X}, то можна ввести поняття власної композиції функції {\displaystyle f}, тобто:
- {\displaystyle (f\circ f)(x)=f(f(x))=f^{2}(x)}
- {\displaystyle (f\circ f\circ f)(x)=f(f(f(x)))=f^{3}(x)}
- {\displaystyle f\circ f^{n}=f^{n}\circ f=f^{n+1}}

Функція {\displaystyle f^{n}} також називається степенем функції {\displaystyle f}.